# Merwytschi
Merwytschi (ukrainisch Мервичі; russisch Мервичи/Merwitschi, polnisch Mierzwica) ist ein Dorf in der westukrainischen Oblast Lwiw mit etwa 1200 Einwohnern.
Am 12. Juni 2020 wurde das Dorf ein Teil der neu gegründeten Siedlungsgemeinde Kulykiw im Rajon Lwiw, bis dahin gehörte es verwaltungstechnisch zur Siedlungsratsgemeinde Kulykiw und befindet sich nordwestlich des Ortes nahe der Bahnstation von Kulykiw.

## Geschichte
Der Ort wurde im Jahre 1377 erstmals urkundlich erwähnt, als vier Höfe in villa Mervicz von Wladislaus II. von Oppeln, dem Statthalter in der „Rus“, mit Saschkiw (Zaskovicz), Krotoschyn (Krohoszin), Kostejiw (Kosczieiow) den Dominikanern in Lemberg zugeteilt wurden. Später wurde er als Myrzwycza (1378), villa Mierzuicza (1442), Myrzuicza (1444), Myrzwicza (1469), Mirzwicza (1485, 1490), Myrzwycza (1496), Myerzwycza (1515), Mierzwicza (1578), Mirzwica (1649), Mierzwica (1661) urkundlich erwähnt. Der Name ist abgeleitet vom Wort mirzwa > mierzwa (ukrainisch mерва), gebrochenes Stroh, Spreu, Stoppelfeld.
Er gehörte zunächst zum Lemberger Land in der Woiwodschaft Ruthenien der Adelsrepublik Polen-Litauen. Bei der Ersten Teilung Polens kam das Dorf 1772 zum neuen Königreich Galizien und Lodomerien des habsburgischen Kaiserreichs (ab 1804).
Im Jahre 1900 hatte die Gemeinde Mierzwica 166 Häuser mit 918 Einwohnern, davon 697 ruthenischsprachige, 214 deutschsprachige, 7 polnischsprachige, 663 griechisch-katholische, 248 römisch-katholische, 7 Juden.
Nach dem Ende des Polnisch-Ukrainischen Kriegs 1919 kam die Gemeinde zu Polen. Im Jahre 1921 hatte die Gemeinde Mierzwica 181 Häuser mit 1005 Einwohnern, davon 648 Ruthenen, 273 Polen, 84 Deutschen, 676 griechisch-katholische, 309 römisch-katholische, 20 Juden (Religion).
Im Zweiten Weltkrieg gehörte der Ort zuerst zur Sowjetunion und ab 1941 zum Generalgouvernement, ab 1945 wieder zur Sowjetunion, heute zur Ukraine.

### Wiesenberg
Im Jahre 1786 (1788) im Zuge der Josephinischen Kolonisation wurden auf dem Grund des Dorfes deutsche Kolonisten katholischer Konfession angesiedelt. Die Kolonie wurde Wiesenberg genannt und wurde eine unabhängige Gemeinde. In der Kolonie wurde eine römisch-katholische Pfarrgemeinde eingeplant (nur drei josephinische Kolonien sollten eine haben, neben Wiesenberg: Kaisersdorf und Königsau), die wurde später errichtet.
Im Jahre 1900 hatte die Gemeinde Wiesenberg 76 Häuser mit 493 Einwohnern, davon 485 deutschsprachige, 8 polnischsprachige, 476 römisch-katholische, 17 Juden.
Im Jahre 1921 hatte die Gemeinde Wiesenberg 93 Häuser mit 570 Einwohnern, davon 522 Deutschen, 17 Polen, 8 Ruthenen, 23 Juden (Nationalität), 533 römisch-katholische, 14 griechisch-katholische, 23 Juden (Religion).
Am 24. Mai 1939 wurde der Name Wiesenberg auf Czerwony Kamień geändert.